# Amosis I
Amosis I sau Ahmose I(Iahmes - „născut din Iah”, adică „născut din zeul Lunei”) a fost un faraon din Egiptul Antic, întemeietorul și primul rege al Dinastiei a XVIII-a. A fost membru al casei regale din Teba, fiul faraonului Taa al II-lea Seqenenre și fratele ultimului faraon al dinastiei a XVII-a, faraonul Kamose.
În timpul domniei tatălui său sau, poate, al bunicului său, Teba s-a răsculat împotriva hicsoșilor care stăpâneau Egiptul de Jos.
Cand Amosis a avut 7 ani, tatăl său a fost omorât, iar când a avut vârsta de 10 ani, și fratele său Kamose a murit din motive necunoscute, după o domnie de numai trei ani. Amosis I i-a succedat pe tron fiind incoronat sub numele de Neb-Pehti-Re (Domnul puterii este Ra). Numele Ahmose sau Iahmes este o combinație a numelui divin Ah sau Yah, al zeului Lunei, și a formei „-mose”.
În timpul domniei sale, Amosis I a desavarsit cucerirea Deltei Nilului din mâinile hicsoșilor și izgonirea acestora, a restaurat dominația Tebei asupra intreg teritoriului Egiptului, și a restabilit cu succes autoritatea Egiptului în Canaan și Nubia.
Apoi el a reorganizat administrația țării, redeschizând cariere de piatră și mine, precum și drumuri comerciale, de asemenea, s-a lansat în proiecte masive de construcții, cum nu mai fusesera din vremea Regatului Mijlociu. Acest program de construcții a culminat cu zidirea ultimei dintre piramidele ridicate de regii băștinași ai Egiptului. 
Domnia lui Amosis I a marcat întemeierea Noului Regat, sub care puterea Egiptului a ajuns la apogeu. Anii domniei sale sunt în general datați la mijlocul secolului al XVI-lea î.Hr.